# The Arab's Bride
The Arab's Bride è un cortometraggio muto del 1912 diretto da George Nichols.

## Trama
Il visir vuole dare in sposa la figlia e, per lei, sceglie come futuro marito un ricco pretendente. La ragazza, però, è innamorata di un giovane che ha incontrato per caso nella piazza del mercato. Alle sue rimostranze, il padre non presta ascolto e, invece, le ordina di prepararsi senza indugio alle nozze: piangendo infelice, lei non può far altro che obbedire. Ma la sua cameriera, piena di risorse, l'aiuta, risolvendo la situazione e finendo per far felici tutti. È felice il padre, che ottiene il denaro che gli era stato promesso; sono felici i due giovani innamorati perché si possono sposare; è felice la cameriera che diverrà la moglie di un uomo ricco. L'unico a non dividere tanta felicità sarà il ricco pretendente che, però, potrà consolarsi in mille modi, viste le sue ricchezze che possono aiutarlo a dimenticare.

## Produzione
Il film fu prodotto dalla Thanhouser Film Corporation. Venne girato a St. Augustine. Fu la prima produzione della Thanhouser girata negli studi di Jacksonville in Florida.

## Distribuzione
Distribuito dalla Motion Picture Distributors and Sales Company, il film - un cortometraggio in una bobina - uscì nelle sale cinematografiche statunitensi il 1º marzo 1912.